# Jazz Ost-West
Jazz Ost-West was een tweejaarlijks jazzfestival, dat vanaf 1966 werd gehouden in de Duitse stad Neurenberg. Het was een van de oudste jazzfestivals van Europa. In 1970 steeg het toeschouwersaantal naar boven de 10.000. Het festival werd georganiseerd door de stad.
Tijdens de Koude Oorlog diende het festival als een ontmoetingsplaats tussen jazzmusici uit het westen en uit het Oostblok. Er traden veel musici op uit de Sovjet-Unie en Tsjecho-Slowakije. In de jaren 90 verloor het festival aan belang: de toeschouwersaantallen daalden en het werd niet langer op de televisie uitgezonden. De vereniging JazzStudio e.V., die de organisatie op een gegeven moment had overgenomen, zag er geen heil meer in en 'gaf' het festival terug aan de stad, dat het in 2002 voor het laatst organiseerde.
Musici en groepen die er hebben opgetreden, waren o.a. Aziza Mustafa Zadeh, Albert Mangelsdorff, Attila Zoller, Rolf Kühn, Klaus Doldinger, Zbigniew Namysłowski, Peter Herbolzheimer, Barbara Dennerlein, de bigbands van Dusko Goykovich en Kurt Edelhagen, Tomasz Stańko, Peter Brötzmann, Art Blakey, Sun Ra, Pharoah Sanders, Herbie Mann, Phil Woods, Archie Shepp, Abdullah Ibrahim, Keith Jarrett, Karin Krog, Cecil Taylor, Paul Motian, Egberto Gismonti, Adam Makowicz, Bobby McFerrin, German Clarinet Duo, Eddie Lockjaw Davis, McCoy Tyner, Charlie Mariano, Jasper van 't Hof, Abbey Lincoln, Michel Petrucciani, John McLaughlin, Bill Frisell, Lou Donaldson, Milt Jackson, Trilok Gurtu, Jiří Stivín, Dewey Redman, Carla Bley, Hagaw Association en Terje Rypdal. Tijdens het festival werd ook de Internationale Jazzpreis der Nürnberger Nachrichten uitgereikt.
Opvolger van het festival was (vanaf 2005) het jazzfestival Stimmenfang, dat in 2013 voor het laatst werd gehouden.